# Maatschappelijk ondernemer
Een maatschappelijk ondernemer is een ondernemer die behalve het winstoogmerk en de continuïteit van zijn bedrijf, ook het belang van de arbeiders voorop stelt.

## Geschiedenis
In de tweede helft van de 19e eeuw kwam een stroming onder de oprichters van grote fabrieken als sociaal-liberalen op gang de arbeiders het werk in de fabrieken te veraangenamen en hen de mogelijkheden te bieden zich rond de fabriek te kunnen huisvesten, zich te kunnen ontplooien, bijvoorbeeld door (bedrijfs)scholing aan te bieden. Tevens ontplooiden zij allerlei emolumenten, zoals bijvoorbeeld het oprichten van een spaarregeling, een ziektekostenverzekering, het bieden ontspanningsavonden, een eigen bedrijfswinkel.
Kenmerken:
- Contacten onderhouden met de arbeiders en zich betrekken bij hun familie(omstandigheden);
- Het bieden van een goede woonruimte aan de arbeiders;
- Veilige werkomstandigheden creëren;
- Scholing aan de arbeiders en hun kinderen aanbieden;
- Zorgen voor goed drinkwater en goede voeding;
- Zorgen voor een ontspanningsruimte en ontspanning in de vorm van dans- en toneelavonden, bedrijfsuitjes en dergelijke;
- Zorgen voor sociale contacten tussen de arbeiders;
- Instellen van een premiestelsel;
- Zorgen voor een bedrijfspensioenfonds;
- Zorgen voor een bedrijfsspaarregeling;
- Zorgen voor een bedrijfsziektekostenverzekering;
- Het instellen van een ondernemingsraad;
- Het oprichten van een bedrijfswinkel;
- Het oprichten van een bedrijfsblad.

De eerste maatschappelijk ondernemer was de Nederlander Jacques van Marken, directeur van de N.V. Nederlandsche Gist- & Spiritusfabriek in Delft. De term voor zijn maatschappelijk ondernemen werd al snel toegepast in Amerika en vertaald als social engineering. Deze term heeft heden ten dage echter een andere betekenis gekregen. 
Van Marken was een tegenstander van de klassenverdeling in de maatschappij. Het kinderloze echtpaar Van Marken en zijn vrouw Agneta Matthes beschouwden zich als een vader en een moeder, die als hun taak zagen voor de arbeiders te zorgen als ware zij hun kinderen. 
Maatschappelijk ondernemers:
| Ondernemer              | Jaartal | Bedrijf                    | Plaats               | Naam fabrieksdorp |
| ----------------------- | ------- | -------------------------- | -------------------- | ----------------- |
| Jacques van Marken      | 1869    | Gist- en Spiritusfabrieken | Delft                | Agnetapark        |
| Charles Theodorus Stork | 1870    | Machinefabriek             | Hengelo (Overijssel) | ‘t Lansink        |
| Gerard Philips          | 1891    | Gloeilampenfabriek         | Eindhoven            | Philipsdorp       |

Van Marken en Charles Theodorus Stork onderhielden goede onderlinge contacten, niet alleen omdat Van Marken machines nodig had, maar ook wisselden zij ideeën op het vlak van ondernemerschap onderling uit.
Het begrip maatschappelijk ondernemer dient niet te worden verward met de betekenis van het hedendaagse begrip Maatschappelijke onderneming.